# آملين ستار
آملين ستار (بالإنجليزية: Emelyn Starr)‏ مواليد 11 نوفمبر 1989 في غرافتون، نيوساوث ويلز، أستراليا، هي لاعبة كرة مضرب أسترالية بدأت مسيرتها كمحترفة سنة 2007 تلعب باليد اليمنى. أعلى تصنيف لها في الفردي كان المركز الـ 370 في سنة 2009. بينما في الزوجي حققت أعلى مركز لها في 3 أغسطس 2009 وكان المركز الـ 246.

## روابط خارجية
- آملين ستار على موقع رابطة محترفات التنس (الإنجليزية)
- آملين ستار على موقع الاتحاد الدولي لكرة المضرب (الإنجليزية)
- آملين ستار على موقع اتحاد التنس الأسترالي (الإنجليزية)
- آملين ستار على موقع إي إس بي إن.كوم (الإنجليزية)